# Basilia hamsmithi
Basilia hamsmithi är en tvåvingeart som beskrevs av Maa 1971. Basilia hamsmithi ingår i släktet Basilia och familjen lusflugor. Inga underarter finns listade i Catalogue of Life.